# Питтон де Турнефор, Жозеф
Жозе́ф Питто́н де Турнефо́р (фр. Joseph Pitton de Tournefort; 5 июня 1656, Экс-ан-Прованс — 28 декабря 1708, Париж) — французский ботаник, профессор ботаники при Королевском саде лекарственных растений в Париже, член Парижской академии наук.

## Биография
Жозеф Питтон де Турнефор родился на юге Франции в Экс-ан-Провансе и учился в иезуитской школе. Родители прочили ему церковную карьеру, но смерть отца позволила ему посвятить себя медицине и ботанике. После двух лет поездок по южной Франции, во время которых он занимался коллекционированием растений, Жозеф в 1679 году поступил в Университет Монпелье, где его учителем был Пьер Маньоль.
В 1683 году, по протекции придворного медика Ги-Крессана Фагона, он стал профессором ботаники в Королевском саду медицинских растений в Париже.
С 1691 года Питтон де Турнефор — член Парижской академии наук.
По приказу короля Людовика XIV Жозеф совершил ряд поездок по Европе, в том числе в Пиренеи, Альпы, Дофине, Испанию и Португалию, где собрал обширные естественноисторические коллекции.

Маршрут путешествия Турнефора в 1700—1702 гг.

В 1700—1702 годах путешествовал по Греции, посетил Константинополь, острова Архипелага, побережье Чёрного моря, Армению и Грузию и Палестину, собирая растения и занимаясь естественноисторическими и этнографическими наблюдениями. Его сопровождали немецкий ботаник Андреас Гундельсхаймер (нем. Andreas Gundelsheimer, 1668—1715) и художник Клод Обрие (фр. Claude Aubriet, 1651—1742). Описание его путешествия (фр. Relation d'un voyage du Levant) было опубликовано посмертно. Составленное Питтоном де Турнефором описание путешествия в Левант остаётся важным источником данных о жизни народов Греции и Малой Азии на рубеже XVII и XVIII веков.
По возвращении с Востока в 1707 году Турнефор был назначен профессором в Коллеж де Франс.
Жозеф Питтон де Турнефор погиб в Париже, неподалёку от своего дома, под колёсами повозки на улице, которая сейчас носит его имя (фр. Rue de Tournefort, Пятый округ).

## Вклад в науку
В своем основном сочинении Элементы ботаники, или Методы для знакомства с растениями (фр. Elémens de botanique, ou Méthode pour connoître les Plantes, 1694) (авторский латинский перевод Institutiones rei herbariae выдержал два издания в 1700 и 1719 годах) Питтон де Турнефор предложил оригинальную классификацию растений, наиболее крупные подразделения которой были основаны на строении венчика цветка. Более важным нововведением было так называемое систематическое распределение растений. Растения были разделены на крупные группы — классы, которые делились далее на секции, роды и виды. Каждая группа была снабжена морфологической характеристикой.
Питтон де Турнефор, наряду с Пьером Маньолем и Августусом Квиринусом Ривинусом, был одним из первых, кто начал использовать разноимённые ранги, и его система рангов (класс — секция — род — вид) была наиболее детальной для того времени. До работ Маньоля, Ривинуса и Питтона де Турнефора разноимённые ранги не использовались, и группы, на которые подразделялись растения, именовались высшими и подчинённым родами (лат. genus summum и genus subalternum), как в логике того времени.
Кроме того, Питтон де Турнефор одним из первых (наряду с Ривинусом) провёл чёткое различение между категориями рода и вида и ввёл в употребление практику наименования видов при помощи имени рода и видового отличия, строго придерживаясь правила: один род — одно название. У современников Ривинуса и Питтона де Турнефора названия растений не зависели от их положения в классификации. Весьма несходные между собой растения могли иметь названия, начинающиеся с одного и того же слова. Например, современник Питтона де Турнефора английский натуралист Джон Рэй относил Malus persica (персик) и Malus aurantium (померанец, или горький апельсин) к разным группам (сливоносных и яблоконосных деревьев соответственно), но не менял устоявшихся названий, начинавшихся с Malus (яблоко). Изобретение концепции рода позволило Турнефору упорядочить многообразие растений, сведя известные на тот момент 6000 видов примерно к 600 родам, а новая номенклатурная практика позволила внести относительный порядок в процедуру именования растений.
Эти нововведения (ранги, различение рода и вида и принцип один род — одно название) проложили дорогу реформам систематики, предпринятым в 1730—1750-х годах Карлом Линнеем.
Система растений Питтона де Турнефора была одной из наиболее популярных в ботанических работах первой трети XVIII века. В частности, её придерживались в своих ботанических сочинениях первые европейские натуралисты, работавшие в России: Даниэль Готлиб Мессершмидт, Иоганн Христиан Буксбаум и Иоганн Амман. Русский ботаник Иван Мартынов писал в своём сочинении «Три ботаника» в 1821 году, что в растительном царстве сияют, как три великие светила, три систематика — Турнефор, Линней и Жюссьё, — прочие же «озаряют таинства природы, заимствуя свет свой от лучей сих гениев». Желающим заниматься ботаникой необходимо, по мнению Мартынова, иметь понятие о системах каждого из них, без этого невозможно увидеть «зачатия методического познания сего царства».
Вместе с тем, несмотря на успех, система Турнефора ещё при жизни автора подвергалась активной критике со стороны многих известных ботаников, в том числе Пьера Маньоля. В качестве её основных недостатков указывалось на использование в целях классификации деления растений на деревья и травы, а также слишком большое значение, уделённое венчику.

## Растения, названные в его честь
В его честь Карл Линней дал одному из родов семейства Бурачниковые (Boraginaceae) имя Турнефортия (Tournefortia).

## Основные сочинения
Труды этого автора можно найти в интернет-библиотеке Gallica. Следует произвести поиск (фр. Recherche) по фамилии.

- Elémens de botanique, ou Méthode pour connoître les Plantes. Paris, 1694, 3 тома, in 8° (латинский перевод этой книги, Institutiones rei herbariae, выдержал два издания (1700 — 6 томов, in 4°, и 1719), последнее — посмертно)
- De optima methodo instituenda in re herbaria. Paris, 1697
- Histoire des plantes qui naissent aux environs de Paris. Paris, 1698
- Relation d’un voyage du Levant. Paris, 1717
- Traité de la matière médicale. Paris, 1717, 2 Vol.